# Krumme Lanke
Le Krumme Lanke  est un lac au sud-ouest de Berlin, dans l'arrondissement de Steglitz-Zehlendorf à l'orée de la forêt de Grunewald. Après le Nikolassee et le Schlachtensee, Krumme Lanke est le lac le plus méridional de la chaîne des lacs de Grunewald.

## Étymologie
En allemand, l'adjectif krumm désigne quelque chose de courbe, de cambré, de voûté ; le krumme Lanke signifie donc « la Lanke sinueuse » ou « la Lanke arquée ».
Le toponyme féminin Lanke a une signification plus vague : une baie ou une crique lacustre, une anse sur les rives d'une rivière ou d'un affluent, souvent marécageuse. Du slave laka : courbure, pré, crique.

## Usage
Il existe plusieurs plages publiques sur le lac.

## Faune
Outre les espèces communes à tous les lacs et les étangs de Grunewald comme l'anguille, le brochet, la carpe, le sandre, le silure ou la tanche, on trouve dans le Krumme Lanke de l'aspe.

## Histoire

### Crumense
En 1242 l'abbaye de Lehnin de l'ordre cistercien a acheté le village de Zehlendorf et les terrains environnants, y compris le Nikolassee et le Schlachtensee. En 1251, les moines de l'abbaye étendent leurs terres vers le nord du plateau de Teltow et achète le village de Crumense sur le Krumme Lanke pour une valeur de 150 Mark aux frères margraves ascaniens Jean Ier et Othon III de Brandebourg. Puisque le village n'est pas recensé dans le Landbuch de Charles IV en 1375, on peut supposer que le village a été entre-temps abandonné.
Après que des fouilles sur le site ont permis de découvrir des poteries en terre cuite, il est généralement supposé que le village a été créé par des populations slaves. Le nom de « Crumense » désigne d'après Gerhard Schlimpert en moyen bas allemand un Ort an einem krummen See (« un site sur les rives d'un lac courbé »), et que donc ce serait le lac qui ait donné son nom au village et non l'inverse. Des documents datés de 1543 et 1591 mentionnent également le Krummensee.

## Accès
À un kilomètre au sud-est du lac se trouve la station de métro Krumme Lanke, terminus sud de la ligne 3 du métro de Berlin.

## Krumme Lanke dans la musique
- En 1923, le chanteur traditionnel berlinois Fredy Sieg a écrit Das Lied von der Krummen Lanke (le chant du Krumme Lanke)[9].
- En 1973, le quatuor Insterburg & Co., ont produit le titre Krumme Lanke sur leur album Die Hohe Schule der Musik (la grande école de la musique)[10].